# Canzonetta (Stravinsky)
Canzonetta (WXIII) is een arrangement van Igor Stravinsky van de Canzonetta, opus 62a van Jean Sibelius (oorspronkelijk door Sibelius geschreven voor strijkers) voor acht instrumenten (4 hoorns, klarinet, basklarinet, harp en contrabas).
In 1963 ontving Stravinsky de Wihuri-Sibelius Prijs van de Jenny and Antti Wihuri Foundation . Als hommage schreef Stravinsky het arrangement, dat in 1964 door Breitkopf & Härtel werd gepubliceerd.
Het werk werd op 22 maart 1964 voor het eerst uitgevoerd door de Finse Omroep.
Het manuscript is in het bezit van de Wihuri Foundation for International Prizes in Helsinki.

## Oeuvre
Zie het Oeuvre van Igor Stravinsky voor een volledig overzicht van het werk van Stravinsky.

## Geselecteerde discografie
- Canzonetta (met Danses Concertantes en de Pulcinella Suite), Avanti Chamber Orchestra o.l.v. Jukka-Pekka Saraste (BIS-CD-292)